# 青春を返せ裁判
青春を返せ裁判（せいしゅんをかえせさいばん）とは、日本の世界基督教統一神霊協会（現・世界平和統一家庭連合。以後統一教会/統一協会と表記する）の元信者が、教団の勧誘方法は日本国憲法に保障された「信教の自由」を侵害する違法なものであるとして損害賠償を請求する訴訟である。違法伝道訴訟とも言う。

## 概略
統一教会/統一協会の霊感商法による被害の救済に弁護士として携わっていた郷路征記が、統一教会/統一協会を脱会した若い女性が、救いのためと信じて行って来た自分の行為が、結果的には人々を騙していたことになっていたことを涙ながらに悔いる姿を見たことを機に、着手金なしでボランティアとして訴訟に関わった。
提訴した1987年当時は新聞でも、極めて異例な裁判と受け止められたが、やがて、全国各地で訴訟が提起され、1997年には初めて教団側と和解が成立。
1999年、岡山地裁は「原告への勧誘は社会的相当性を逸脱したとまではいえない」と判断し、元信者側が敗訴したが、2000年の広島高裁岡山支部での控訴審では一審を破棄し、統一教会/統一協会の伝道の違法性を認定する全国初の判決が出た。これは日本において、宗教団体による勧誘・教化行為の違法性を認めた全国初の判決となった。
2001年には統一教会/統一協会側の敗訴が最高裁で初めて確定した。同年6月29日には札幌地裁でも14年におよぶ審理の結果、元信者らが勝訴した。
2003年5月21日現在において、統一教会/統一協会の使用者責任を認めた判決が5つ出ている。

## これまでの経緯
- 1987年3月 - 元信者1人が全国で初めて「青春を返せ訴訟」を札幌地裁に提訴した。

- 1989年11月27日 - 全国で3番目の「青春を返せ裁判」が岡山地裁に提訴された。

- 1997年
  - 2月6日 - 東京の「青春を返せ訴訟」において、小山田秀生4代目統一教会/統一協会会長が教団元トップとしては初めて証人として出廷、小山田は「霊感商法等は信者たちが勝手にやったこと」などと証言した。
  - 8月6日 - 静岡地裁で行われていた「青春を返せ訴訟」で、統一教会/統一協会側が「解決金」500万円を支払うことで、初めて和解が成立した。

- 1998年
  - 3月26日 - 愛知県内の元信者の女性6人が1990年から91年にかけて総額約6千万円の損害賠償を求めて提訴した裁判で、名古屋地方裁判所は、勧誘、教化行為により被告を宗教活動に従事させた教団の行為は元信者の人格権と財産権に対する不法行為とは言えないとして原告の請求を棄却した[3][4][5][6]。原告は4月7日に名古屋高裁に控訴。
  - 6月3日 - 岡山地裁において、マインドコントロールなどの違法な勧誘、教化行為により、入会させられたとする元信者の訴えについては「信仰を受容する過程において、自発的に宗教的な意思決定をしている」とし、教団の勧誘や教化のあり方についても「社会的相当性を逸脱したものとまでは言えない」とし、元信者の請求を棄却した[6][7]。

- 1999年
  - 3月3日 - 8年前の1991年4月4日に40人が提訴、その後も追加提訴して、東京地裁で争ってきた統一教会/統一協会に対する損害賠償請求訴訟が、教団関連会社であるハッピーワールドの元社長、小柳定夫の名義で3900万円の解決金を支払うことにより和解。
  - 3月24日 - 岡山地裁での第二次「青春を返せ裁判」において教団が勝訴。小沢一郎裁判長は「原告への勧誘は社会的相当性を逸脱したとまではいえない」として、原告の請求を棄却。原告は控訴せず、原告敗訴が確定した[6]。

- 2000年
  - 7月18日 - 愛知県内の元信者の女性6人が総額約6千万円の損害賠償を求めた裁判の控訴審で、教団側が原告に解決金計630万円を支払うことで和解が成立した[8]。
  - 9月14日 - 広島高裁岡山支部第一部で、元信者の訴えを棄却した一審を破棄し、統一教会/統一協会の伝道の違法性を認定する全国初の判決が出た。 原告に対し、実損害額72万5000円に加え、100万円の慰謝料請求を認める[9]。日本において、宗教団体による勧誘・教化行為の違法性を認めた全国初の判決。教団は信者組織に対して実質的な指揮監督関係があると認定し、計画的なスケジュールに従い宗教選択の自由を奪って入信させ、自由意思を制約し、執拗に迫って不当に高額な財貨を献金させ、控訴人の生活を侵し、自由に生きるべき時間を奪った」などと判断した。

- 2001年
  - 2月9日 - 「青春を返せ訴訟」で統一教会/統一協会側の敗訴が最高裁で初めて確定。最高裁は「上告理由の実質は事実誤認又は単なる法令違反を主張するものであって、上告の事由に該当しない」として教団の上告を棄却し、教団の詐欺的入信勧誘と献金の説得について組織的不法行為が認められるとして、献金70万円と修練会参加費相当額の損害及び100万円の慰謝料の支払いを命じた二審・広島高裁岡山支部判決が確定した[10]。
  - 6月29日　札幌地裁に提訴された「青春を返せ訴訟」で、14年におよぶ審理の結果、元信者らが勝訴。裁判所は、正体を隠した勧誘等を内容とする統一協会の伝道・教化活動について、目的と結果の不当性も認定したうえで最終的に「信仰の自由や財産権等を侵害するおそれ」のある行為であると認定した[11]。

- 2003年
  - 10月10日 - 札幌の「青春を返せ訴訟」で最高裁判所第二小法廷は統一教会/統一協会側の上告を棄却、元信者らの勝訴が確定。

- 2004年
  - 6月25日 - 札幌で、「信仰の自由侵害回復第二次訴訟」が提起される。家族・友人などが統一教会/統一協会に入信したことにより、被害を受けたことに対する責任を教団に問う訴訟を提訴。

### 裁判に関する文献
- 青春を返せ裁判（東京）原告団･弁護団 編著『青春を奪った統一協会 青春を返せ裁判（東京）の記録』緑風出版 2000年9月 ISBN 978-4846100117
- 杉本誠、名古屋「青春を返せ訴訟」弁護団『統一協会信者を救え―杉本牧師の証言』緑風出版、1993年10月15日。ISBN 978-4846193713。

### 脱会後の自立に関する文献
- 全国統一協会被害者家族の会（編）『自立への苦闘―統一協会を脱会して』教文館 2005年10月 ISBN 978-4764264076

### マインド・コントロール関連の文献
- 郷路征記『統一協会マインド・コントロールのすべて―人はどのようにして文鮮明の奴隷になるのか』教育史料出版会 1993年12月 ISBN 978-4876522507 - 統一教会/統一協会の伝道の違法性などを、いわゆる「青春を返せ裁判」を訴え続けてきた弁護士による著作。元信者への聞き取りから得た、統一教会/統一協会の教化の手法を詳細に説明。
- スティーヴン・ハッサン、浅見定雄（訳）『マインド・コントロールの恐怖』 恒友出版 1993年4月 ISBN 978-4765230711 - 一度は統一教会/統一協会に入会し、考え方や感じ方までも変えられてしまった筆者が、周囲の助けを得て脱会し、その後、数多くの脱会者を助けた実例に基づいた内容で、「マインドコントロールとは何か」を知るための本として、幅広く読まれている。
- トーマス・W. カイザー、マインド・コントロール問題研究会（訳）『あやつられる心―破壊的カルトのマインド・コントロール戦略』福村出版 1995年9月 ISBN 978-4571250170
- 西田公昭『マインド・コントロールとは何か』 紀伊國屋書店 1995年8月 ISBN 978-4314007139 - 裁判の参考資料として提出されたこともある資料を含む書籍で、上記の書籍と共にこの問題について客観的（学術的にも）に知るための極めて重要な参考文献とされる。
- 西田公昭『セレクション 社会心理学 18 「信じるこころ」の科学 ― マインド・コントロールとビリーフ・システムの社会心理学』サイエンス社 1998年2月 ISBN 978-4781908700
- 安藤清志・ 西田公昭編現代のエスプリ 369『「マインド・コントロール」と心理学』至文堂 1998年4月 ISBN 9784784353699
- R.チャルディーニ、社会行動研究会（訳）『影響力の武器―なぜ、人は動かされるのか』誠信書房 1991年9月1日 ISBN 978-4414302691
- スタンレー・ミルグラム、岸田秀（訳）『服従の心理―アイヒマン実験 (河出・現代の名著)〔改訂版新装版〕』河出書房新社 1995年10月 ISBN 978-4309706146
- 下條信輔『サブリミナル・マインド ― 潜在的人間観のゆくえ (中公新書 1324)』中央公論社 1996年10月 ISBN 978-4121013248 ISBN 4121013247